# Station Wrenbury
Wrenbury is een spoorwegstation van National Rail in Wrenbury, Crewe and Nantwich in Engeland. Het station is eigendom van Network Rail en wordt beheerd door Transport for Wales. 